# 吲達帕胺
吲達帕胺是一種口服型的降血壓藥，亦是一種去鉀型利尿劑。由於這種藥是一種非噻嗪类磺胺類藥品，所以對磺胺類敏感的病人不宜使用。

## 成份

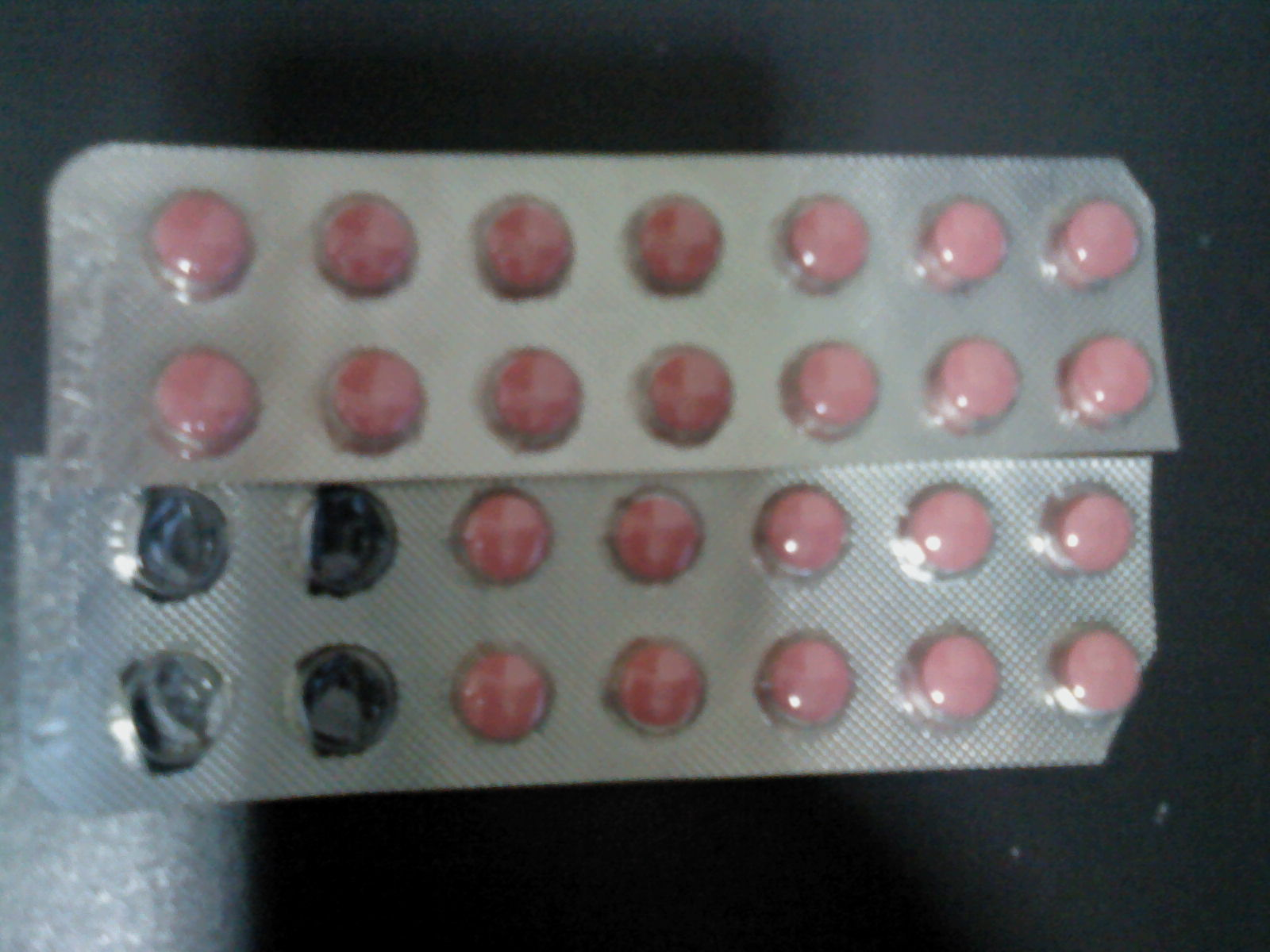

市面上或醫生處方的吲達帕胺為紅色小丸，用鋁箔包裹。一排有 7 × 4 = 28 粒，為阿爾法坊藥廠生產的DAPA-TABS，含有 2.5 mg 的吲達帕胺半水合物（Indapamide hemihydrate）。市面上亦有以「Natrilix」（美國以外）或「Lozol」（美國本土） 發售的藥物。一般都以 1.25 mg 或 2.5 mg 的份量包裝。

## 藥量
每早一次口服，每次份量從 1.25 mg 到 5 mg 不等，視乎醫生處方。

## 副作用
常見的副作用包括有：
- 低血鉀(注意排尿後鉀離子大量流失而暈眩跌倒)
- 疲累
- 姿位性低血壓(坐下或蹲下起來後容易頭暈)

## 商標名稱
- (壓力得/因達拍邁)(淺粉紅色圓形)膜衣錠2.5公絲，臺灣"南光化學製藥股份有限公司". Nakamide F. C. 2.5mg "N.K."(Indapamide) tablet。